# テチス海

2億年前（三畳紀）の世界図。北方のローラシア大陸及び南方のゴンドワナ大陸の間、赤道沿いにテチス海が広がっていた。

テチス海 (Tethys Ocean, Tethys Sea) は、パンゲア大陸の分裂が始まった約2億年前から約1億8000万年前の新生代第三紀まで存在していた海洋である。テーチス海、古地中海ともいう。
ローラシア大陸とゴンドワナ大陸に挟まれた海域で、現在の地中海周辺から中央アジア・ヒマラヤ・東南アジアにまで広がっていた。また西側にも広がっておりカリブ海まで達していた。

## 提唱
アルプスやアフリカ大陸で化石の調査をしていたエドアルト・ジュースにより1893年にテチス海の存在が提唱された。名前の由来はギリシア神話の海の女神・テーテュース (Tethys) からである（テティス (Thetis) からではない）。

## 歴史

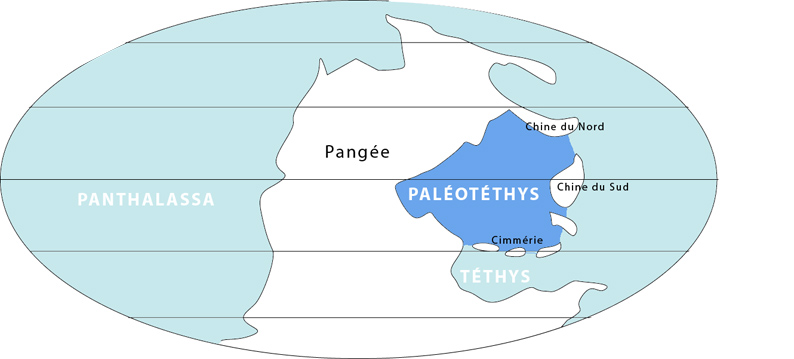
青色の部分が古テチス海。

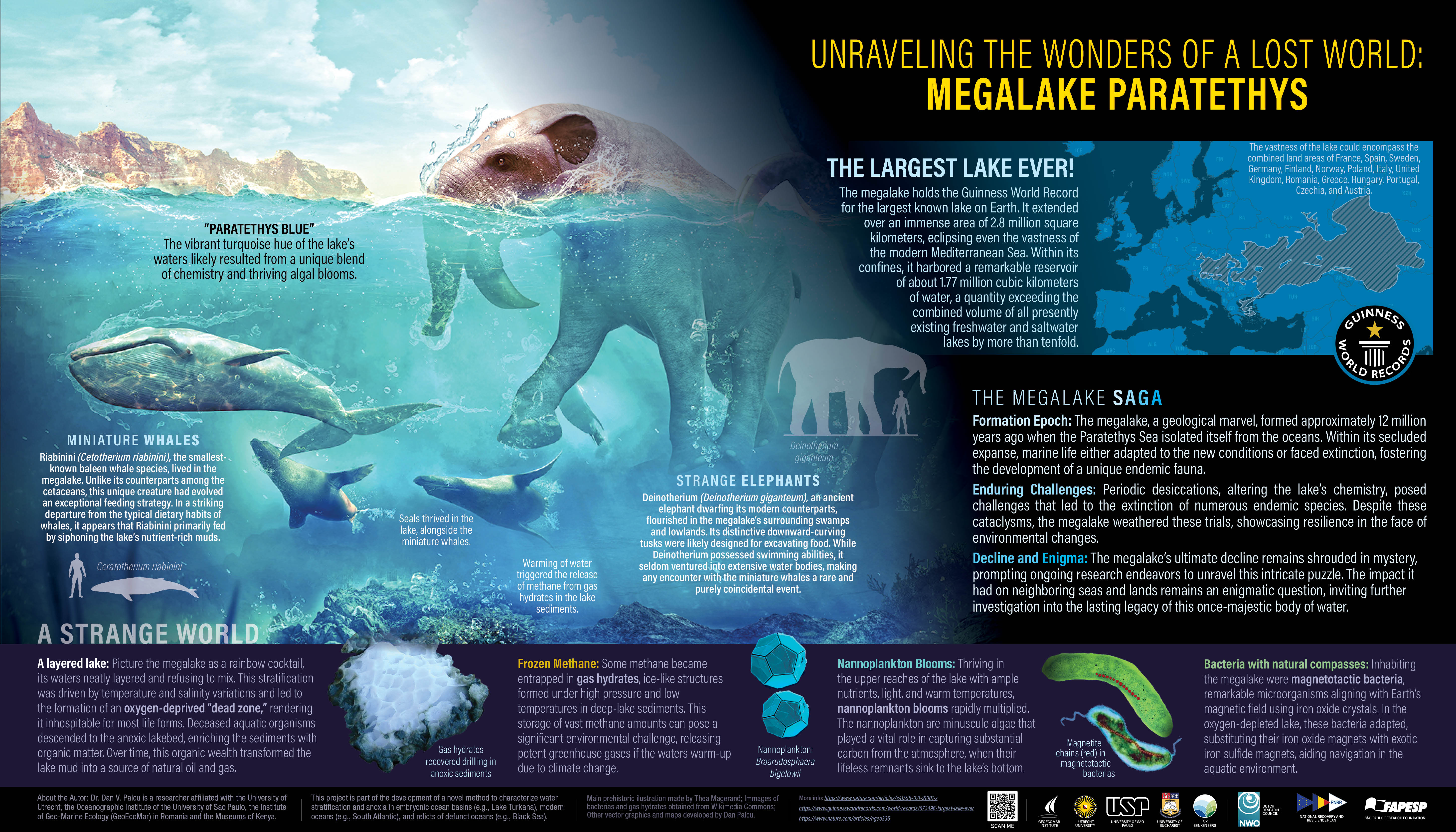
テチス海の名残の一つであり、大規模な湖であったパラテチス海 (英語版) には、ケトテリウム科のヒゲクジラ類や鰭脚類など、取り残された海洋生物の子孫も生息していた。

テチス海は、3億9000万年ほど前のデボン紀に出現したようである。これを古テチス海 (Paleo-Tethys Ocean) という。3億6000万年前の石炭紀までに広がり始めた。。
2億5000万年前のペルム紀と三畳紀にはローラシアとゴンドワナが合体して一つの超大陸「パンゲア」を作った。古テチス海はパンゲア大陸を形成する陸塊に周囲の多くを囲まれた内海となった。超大陸のパンゲア大陸は約2億年前ないし約1億8000万年前に南のゴンドワナ大陸と北のローラシア大陸へと分裂し始め、古テチス海と連結する形で新たなテチス海が誕生した。その後、ゴンドワナ大陸からアフリカ大陸とインド大陸（現在のインド亜大陸またはインド半島）が切り離されて北上。インド大陸とユーラシア大陸が衝突してヒマラヤ山脈を形成し、アフリカ大陸とユーラシア大陸が接近して、テチス海は消滅した。カスピ海、黒海、アラル海はテチス海の名残とも考えられている。
テチス海が存在した当時、テチス海は赤道上にあり、赤道上には海流を妨げるものがなかった。したがって地球の自転の影響で、赤道上を自転とは反対方向に流れる赤道海流がテチス海を通っていたと考えられている。この赤道海流は地球の気候や気象条件に大きな影響を与え、現在より温暖な時代であったと推定されている。
テチス海が存在した当時、温暖な気候の下で植物プランクトンが大いに繁殖し多くの死骸が海底に降り積もり、さらにその上に土砂が堆積し、大陸の接近により陸地化し、現代の中東地区の石油に変化したとされる。

## 地質学的証拠
テチス海があったことを示す証拠として、ヒマラヤ山脈には海底の堆積物と思われる地層が激しく褶曲した露頭が存在しており、地層からは多数のアンモナイトの化石が発見されている。